# Liste von Bergen oder Erhebungen im Senegal
Dies ist eine Liste von Bergen oder Erhebungen im Senegal:
| Höhe  | Name               | Region      | Koordinate           | Bemerkung                   |
| ----- | ------------------ | ----------- | -------------------- | --------------------------- |
| 648 m | Nepen-Diakha-Berge | Kédougou    | 12° 22′ N, 12° 33′ W | höchste Erhebung des Landes |
| 505 m | Dindéfelo-Hochland | Kédougou    | 12° 22′ N, 12° 20′ W |                             |
| 480 m | Iwol-Plateau       | Kédougou    | 12° 32′ N, 12° 23′ W |                             |
| 393 m | Bassari-Berge      | Kédougou    | 12° 36′ N, 12° 50′ W |                             |
| 360 m | Sambaya            | Kédougou    | 13° 10′ N, 12° 6′ W  |                             |
| 337 m | Inndia             | Tambacounda | 13° 31′ N, 12° 2′ W  |                             |
| 327 m | Assirik            | Kédougou    | 12° 53′ N, 12° 45′ W |                             |
| 292 m | Nion Médina        | Kédougou    | 13° 14′ N, 12° 5′ W  |                             |
| 250 m | Toukanaya          | Tambacounda | 13° 38′ N, 12° 6′ W  |                             |
| 184 m | Bansifara          | Kédougou    | 13° 10′ N, 12° 1′ W  |                             |
| 142 m | Kounsédilé         | Kédougou    | 12° 46′ N, 12° 43′ W |                             |
| 139 m | Sandoundou         | Kédougou    | 12° 57′ N, 11° 42′ W |                             |
| 119 m | Kodi Kourou        | Kédougou    | 12° 32′ N, 11° 26′ W |                             |
| 118 m | Bodiara            | Tambacounda | 13° 29′ N, 12° 8′ W  |                             |
| 106 m | Lengué Koto        | Kédougou    | 12° 43′ N, 12° 46′ W |                             |
| 105 m | Les Mamelles       | Dakar       | 14° 43′ N, 17° 30′ W |                             |